# Micromonodes excellens
Micromonodes excellens là một loài bướm đêm trong họ Noctuidae.